# Marlingford
Marlingford – wieś w Anglii, w Norfolk. W 1961 wieś liczyła 309 mieszkańców. Marlingford jest wspomniana w Domesday Book (1086) jako Marthingheforda/Merlingeforda.